# Антик
„Антик“ (Antique) е широко известен шведско-гръцки дует, който изпълнява песни, комбиниращи популярна гръцка музика и текстове със скандинавски поп и денс ритми.

## История
Изпълнители в дуета са Елена Папаризу и Никос Панайотидис. Родени са в семейства на гръцки имигранти в Гьотеборг, Швеция, където израстват. Събират се като „Антик“ през 1999 година.
Първият им сингъл е Opa, Opa (Опа, Опа), кавър на песен на Нотис Сфакианакис. Те са първата група, която е номинирана за шведските награди „Грами“ в категорията „Модерен Денс“ с гръцка песен. Антик са доста популярни и в България, участват неколкократно в „Шоуто на Слави“ и изпълняват съвместно със Слави Трифонов песента Why? („Защо?“).
През 2001 година групата печели трето място на конкурса на Евровизия в Копенхаген с песента „(I Would) Die For You“, представлявайки Гърция. През 2003 година дуетът се разпада.
Елена и Никос продължават да пеят солово, като Елена печели първо място на конкурса на Евровизия през 2005 година с песента My Number One. Никос издава албума Dio Vrohes през 2006 година. Въпреки първото място на Елена в Евровизия и албума на Никос, и двамата поотделно не могат да повторят огромния им съвместен успех и популярност като дует.
През 2019 г. дуетът се събра отново след 16-годинишно прекъсване на концерт в Швеция, изпълнявайки на живо най-големите си хитове. През април 2022 г. дуетът се завръща с нова песен озаглавена Ti Ti.

## Дискография

### Студийни албуми
- 1999 – Mera Me Ti Mera
- 2001 – Die For You
- 2001 – Me Logia Ellinika
- 2002 – Alli Mia Fora
- 2003 – Blue Love

### EP албуми
- 2002 – Dance: Re-mixes + Videos

### Сингли
- 1999 – Opa Opa
- 1999 – Dinata Dinata
- 2000 – Mera Me Ti Mera
- 2001 – (I Would) Die For You
- 2001 – Ligo Ligo
- 2001 – Follow Me
- 2003 – Moro Mou
- 2003 – Time To Say Goodbye
- 2003 – List Of Lovers
- 2022 – Ti Ti

### Промоционални сингли
- 2002 – Me Logia Ellinika
- 2002 – Kainourgia Agapi
- 2003 – Why? (съвместно със Слави Трифонов)
- 2004 – Antique Hitmix

## Турнета
- European Tour
- North American Tour
- Rex 2001 – 02
- Apollonas 2002